# エディ・マーフィの劇的1週間
『エディ・マーフィの劇的1週間』（ - げきてきいっしゅうかん、原題: Imagine That）は、2009年にアメリカで製作・公開されたコメディ映画。日本では劇場公開されずビデオスルーになった。

## ストーリー
ビジネスマンのエヴァンは金融企業の役員として多忙な日々を送っていたが、ライバルのジョニーの活躍で彼のキャリアには危機が訪れていた。
そして仕事を優先してきたため、愛娘のオリビアには全然構ってやれず、彼女は「空想上の友達」（イマジナリーフレンド）と遊ぶ毎日を送っていた。そんな彼女と過ごす時間を作るために、エヴァンは会社に彼女を連れて出社する。だが、彼女は彼の重要な書類に落書きをしてしまう。激怒するエヴァンだったが、その落書きのおかげで次々と仕事が上手くいくのであった。
不思議に思う彼はオリビアに詳しい訳を聞くが、その落書きは彼女ではなく「空想上の友達」によるものだということを知る。それを知った彼は、その「空想上の友達」を利用して出世しようと企み、娘と過ごす時間を増やすのだったが、そこで彼は「本当に大切なもの」を理解していく。

## キャスト
| 役名                       | 俳優                                 | 日本語吹替 |
| -------------------------- | ------------------------------------ | ---------- |
| エヴァン・ダニエルソン     | エディ・マーフィ                     | 江原正士   |
| オリビア・ダニエルソン     | ヤラ・シャヒディ                     | 竹田華緒   |
| ジョニー・ホワイトフェザー | トーマス・ヘイデン・チャーチ         | 楠見尚己   |
| トリッシュ・ダニエルソン   | ニコール・アリ・パーカー             | よのひかり |
| ジョン・ストロザー         | デレイ・デイヴィス                   | 白熊寛嗣   |
| ローリー・ストロザー       | ヴァネッサ・ウィリアムス             | 田中晶子   |
| ダンテ・デンツォ           | マーティン・シーン                   | 後藤哲夫   |
| トム・スティーヴンス       | ロニー・コックス                     | 伊藤和晃   |
| ローズ                     | ローレン・ウィードマン               | 清和祐子   |
| ノア・クリック             | スティーヴン・ラナジージ             | 最上嗣生   |
| トッド                     | ティム・シャープ                     | 青山穣     |
| インディゴ                 | ダニエル・ポロ                       | 永吉ユカ   |
| フレッド・フランクリン     | スティーヴン・ルート                 | 藤吉浩二   |
| カール・シモンズ           | リチャード・シフ                     | 青山穣     |
| デイヴィス先生             | マリン・ヒンクル                     | 加藤悦子   |
| プラット氏                 | ジェームズ・パトリック・スチュアート | 小松史法   |
| グラシエラ                 | トニータ・カストロ                   | 小宮山絵理 |
| リック                     | チャーリー・コズニック               | 佐藤健輔   |
| フランクリンの同僚         | ジョナサン・マンガム                 | 小松史法   |
| ブロック・プレスマン       | マイケル・マクミラン                 | 佐藤健輔   |
| プレスマン夫人             | キャサリン・マクグーハン             | N/A        |
| 本人                       | アレン・アイバーソン                 | 小松史法   |
| 本人                       | カーメロ・アンソニー                 | 藤吉浩二   |

- 日本語吹替

演出：依田孝利
翻訳：松田順子

## スタッフ
- 監督：キャリー・カークパトリック
- 製作：ロレンツォ・ディ・ボナヴェンチュラ、エド・ソロモン
- 製作総指揮：リック・キドニー
- 脚本：エド・ソロモン、クリス・マシスン
- 撮影：ジョン・リンドリー
- 音楽：マーク・マンシーナ
- 編集：デヴィッド・モリッツ